# Heilige Wwedenski-Kathedrale (Qaraghandy)

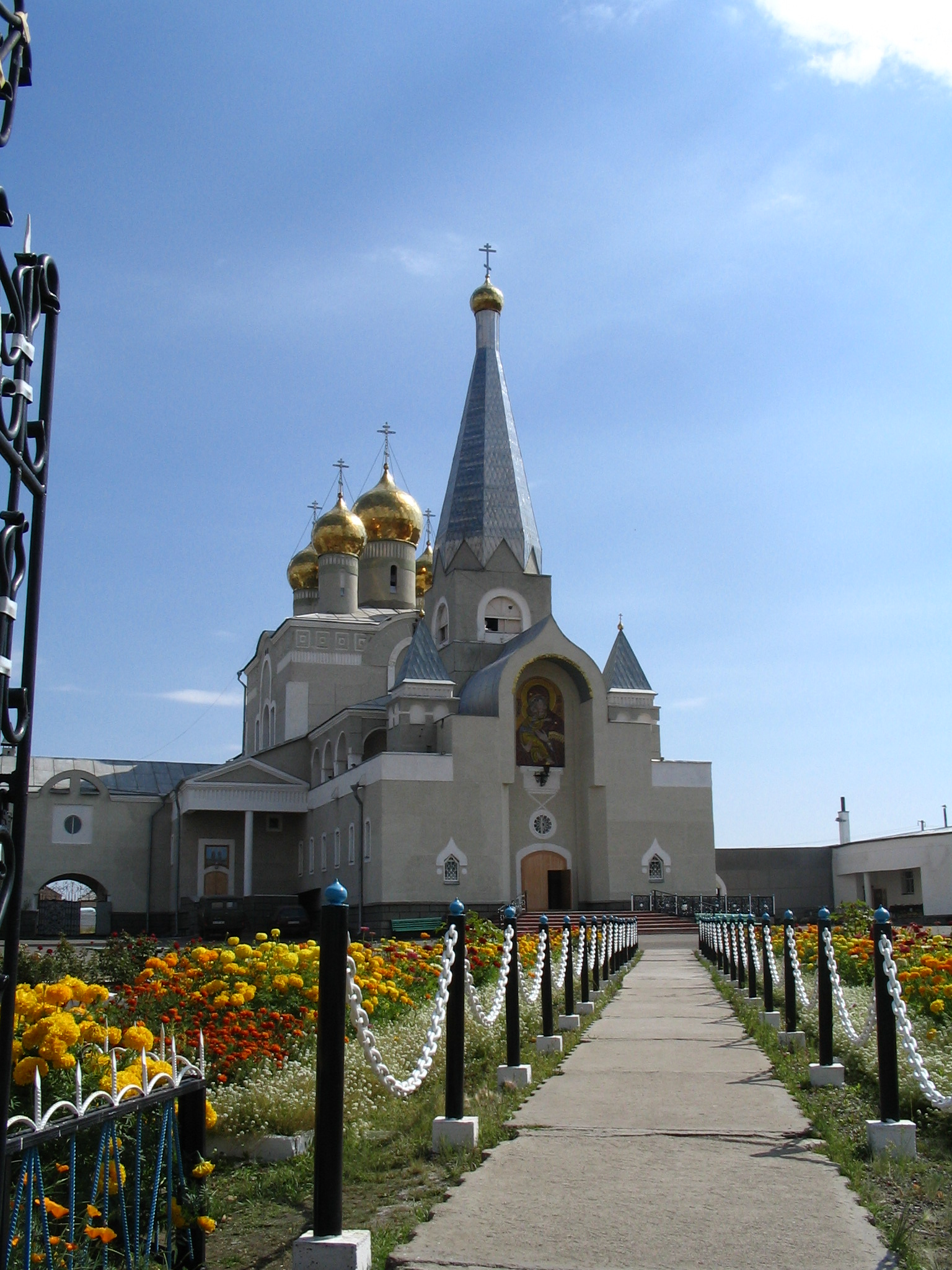
Die Heilige Wwedenski-Kathedrale

Die Heilige Wwedenski-Kathedrale (russisch Свято-Введенский собор) ist eine Russisch-Orthodoxe Kathedrale in der Stadt Qaraghandy in Kasachstan. Mit dem Bau des Sakralbaus wurde im Jahr 1991 begonnen und am 2. Mai 1998 wurde sie eröffnet.
Am 14. Juli 1991 wurde die Stelle, auf der das Gotteshaus erbaut werden sollte, geweiht und der Grundstein gelegt. Zwei Jahre später waren die goldenen Kuppeln fertiggestellt. Schon im Jahr 1995 wurde in der unvollständigen Kathedrale das Osterfest gefeiert. Am 19. Juli 1995 besuchte das Oberhaupt der Russisch-Orthodoxen Kirche, Patriarch Alexius II., die Baustelle.
Die Kathedrale hat die Form der Arche Noah.
Koordinaten: 49° 46′ 29″ N, 73° 9′ 29″ O